# Военна стратегия
Военната стратегия (от гръцки език: στραγτηγία – командване на войските, служба на военен командир; στρατός – войска; ηγώ – ръководя; στρατηγός, стратегос – предводител, командир на армия, генерал) е система от идеи, прилагани от военни организации за постигане на желани стратегически цели.
Прилага се в планирането и ръководенето на кампаниите, движението и разположението на силите и пр. Тя е главна съставна част на военното изкуство, обхваща теорията и практиката за постигане на военните стратегически цели.

## История
Възникването на принципите на военната стратегия може да бъде проследено поне от 500 пр.н.е., когато са датирани първите развити трактати по военно изкуство на Сун Дзъ и Чанакя. Военните кампании на Александър Велики (Древна Македония), Чандрагупта (Индия), Ханибал (Картаген), Цин Шъхуан (Китай), Юлий Цезар (Древен Рим) и други пълководци също показват стратегическо планиране и движение.
Ранни стратегии са: анихилация, изтощение, палежи, блокада, партизанска война, заблуда на противника и финт.
Военната находчивост и изобретателност са ограничавани само от въображението, съгласието и технологията. Стратезите използват още в древността нововъзникнали технологии.

## Предмет
Военната стратегия изследва и определя:
- в дефанзивната политика: осигуряване на военната безопасност на държавата
- условията и характера на бъдещата война, и пътя за предотвратяването ѝ с военни средства;
- съдържанието, способите и условията за подготовка и водене на война, и на различните видове стратегически операции;
- стратегическото планиране на използването на видовете въоръжени сили и родовете войски, техните цели и задачи във войната, и стратегическите операции, което се осъществява от военно-политическо ръководство, военно командване и висши щабове;
- материално-техническото, морално-психологическото и тиловото осигуряване, и ръководството на войната и въоръжените сили;
- подготовката на въоръжените сили, икономиката, населението и територията на държавата за война;
- стратегическите виждания на водещите държави и коалиции, възможностите им за подготовка, разпалването и воденето на война и военни действия от стратегически мащаб;
- ръководството на въоръжените сили в мирно и военно време.